# Uzara
Uzara (Xysmalobium undulatum) ist eine Pflanzenart aus der Unterfamilie der Seidenpflanzengewächse (Asclepiadoideae). Sie ist in Afrika von Kenia bis nach Südafrika verbreitet. Aus ihrer Wurzel gewinnt die südafrikanische Volksmedizin seit vielen Generationen Heilmittel, die das Volk der Xhosa „Uzara-Medizin“ nennt. Afrikanische Heiler wenden die Uzara-Medizin bei Verdauungsstörungen, Regelbeschwerden, Migräne und Erkältungen an. In Deutschland wird seit 1911 aus der Uzara-Wurzel ein Trockenextrakt gewonnen. Mit ihm werden u. a. Durchfallerkrankungen behandelt. 

## Beschreibung
Uzara ist eine bitter schmeckende, auf einer geraden Hauptachse senkrecht nach oben (orthotroph, monopodial) wachsende, bis 1 Meter hohe, ausdauernde, krautige Pflanze. Nach einem frühen sekundären Dickenwachstum wird eine Knolle ausgebildet mit vielen Seitenwurzeln. Die Sprossachse und die Blätter führen viel Milchsaft. In einer Vegetationsperiode kann die Uzara-Pflanze bis zu einem Meter wachsen. Ihre behaarte Sprossachse hat einen kreisrunden Querschnitt von bis zu 3 Zentimetern Durchmesser. Der Abstand zwischen zwei Knoten (Internodiallänge) beträgt circa 7 bis 10 cm. Die kurzstieligen, lanzettförmigen, ledrigen und borstigen, spitzen und stachelspitzigen Laubblätter sind 7 bis 20 cm lang und stehen kreuzgegenständig. Der ganze Blattrand wellt sich durch die versteifte Blattspreite. Die Basis ist abgerundet bis leicht herzförmig. 
Auf einem achsel- oder endständigen Blütenstandsschaft sitzt ein doldiger, mehr oder weniger behaarter Blütenstand mit bis zu zwölf Blüten. Die kleine, zwittrige, grün-gelbe, radiärsymmetrische, gestielte und behaarte, bärtige Blüte ist überwiegend fünfzählig mit doppelter Blütenhülle. Die schmalen, spitzen Kelchblätter sind behaart. Es ist ein kurzes Gynostegium und eine Corona vorhanden.
Die bis zu 10 cm langen, feinhaarigen und weichstacheligen, eiförmigen bis ellipsoiden, aufgedunsenen Balgfrüchte öffnen sich bei Reife einseitig. In der Frucht befinden sich bis zu 300 schuppenartig angeordnete, dunkelbraune Samen mit einem Flugapparat aus vielen feinen weißen Härchen.

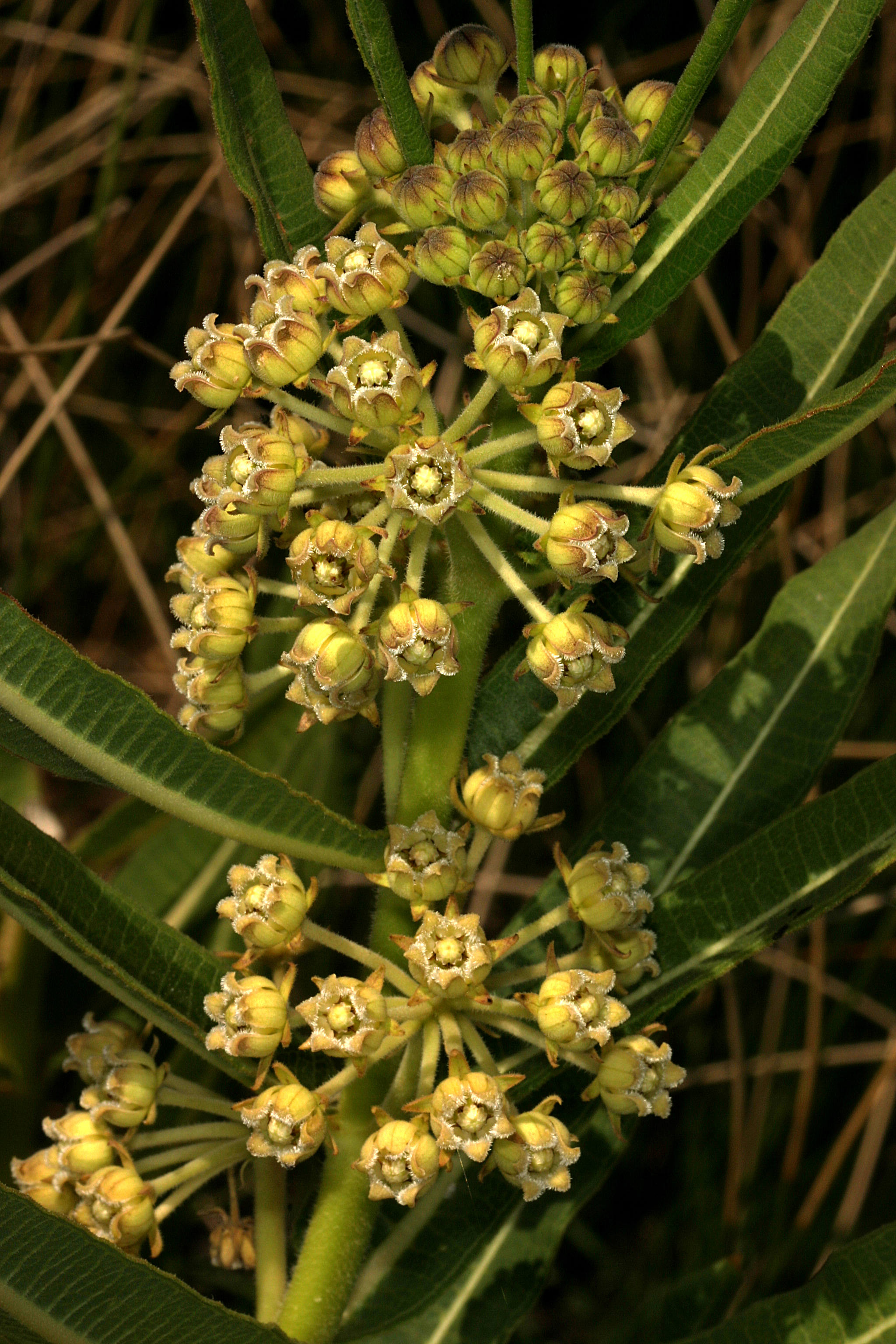
Blütenstand
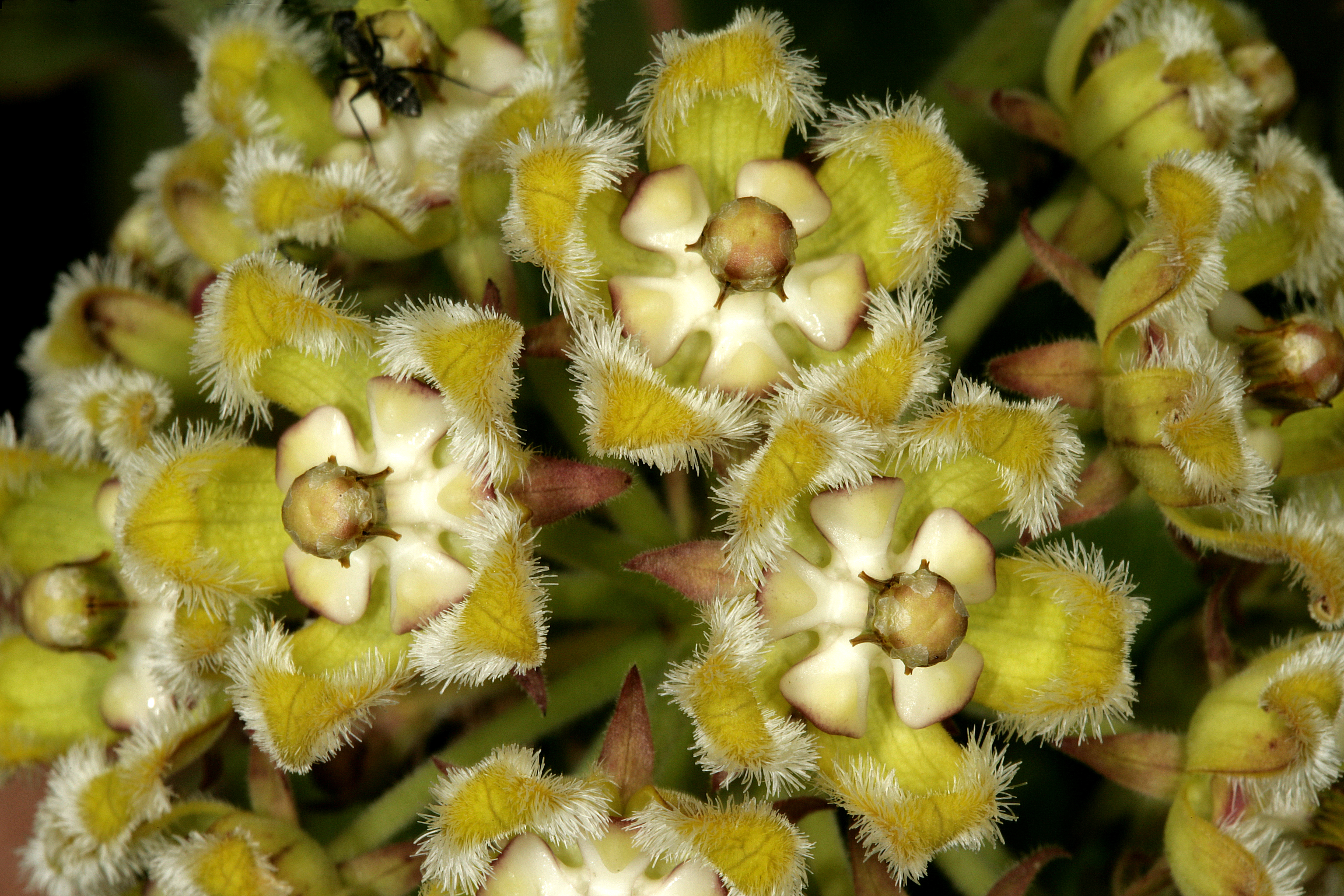
Blüten
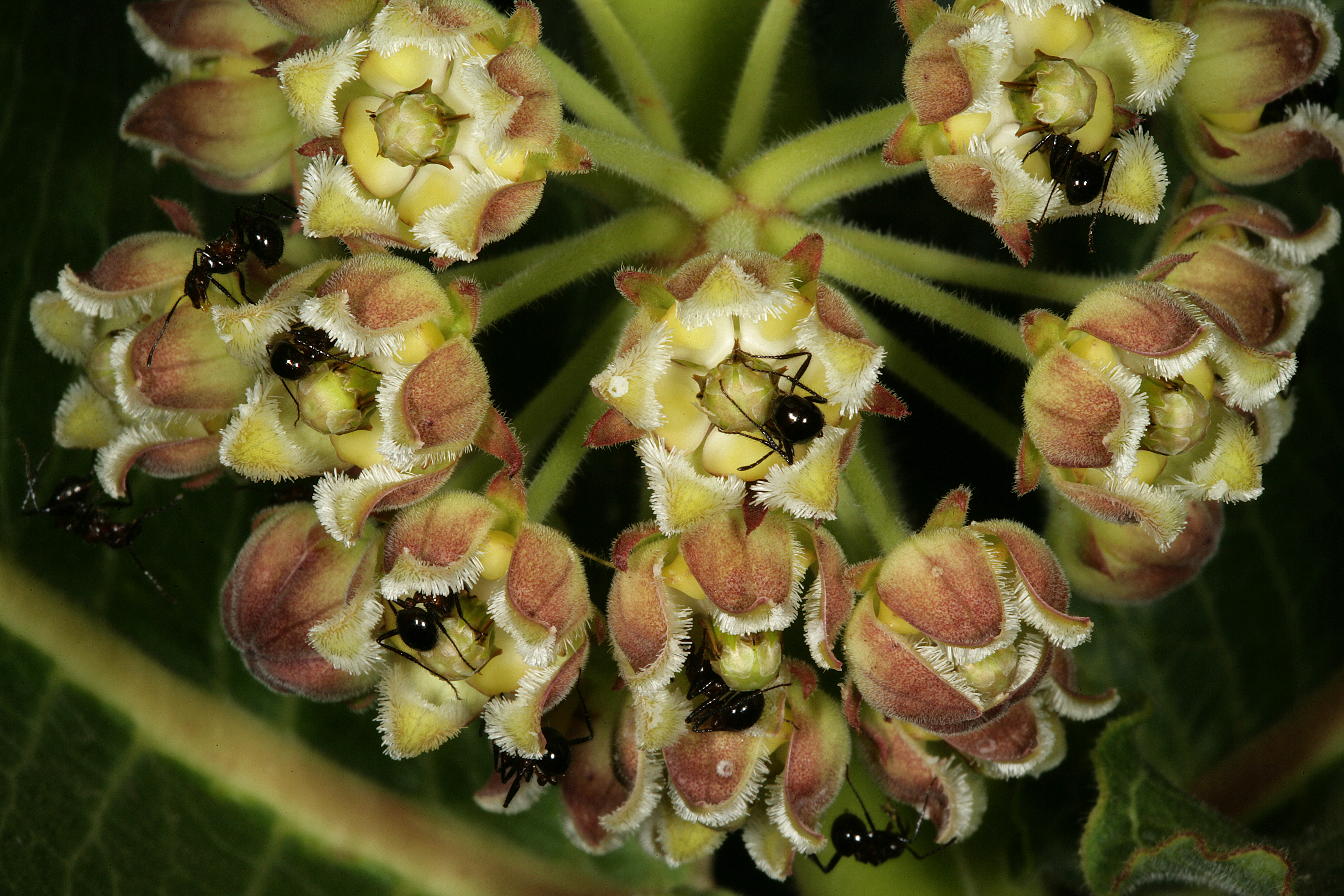
Ameisen an den Blüten
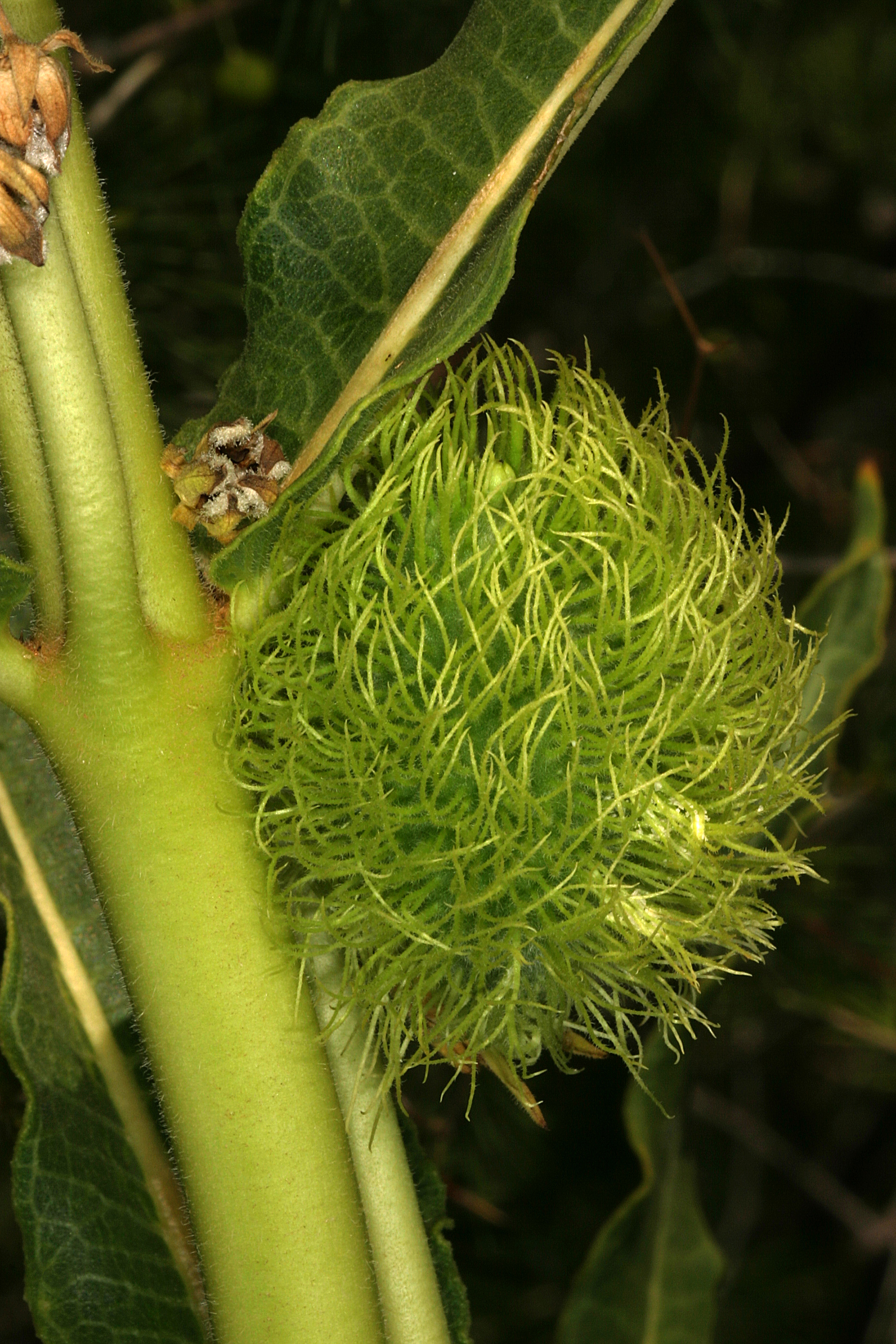
Junge Früchte
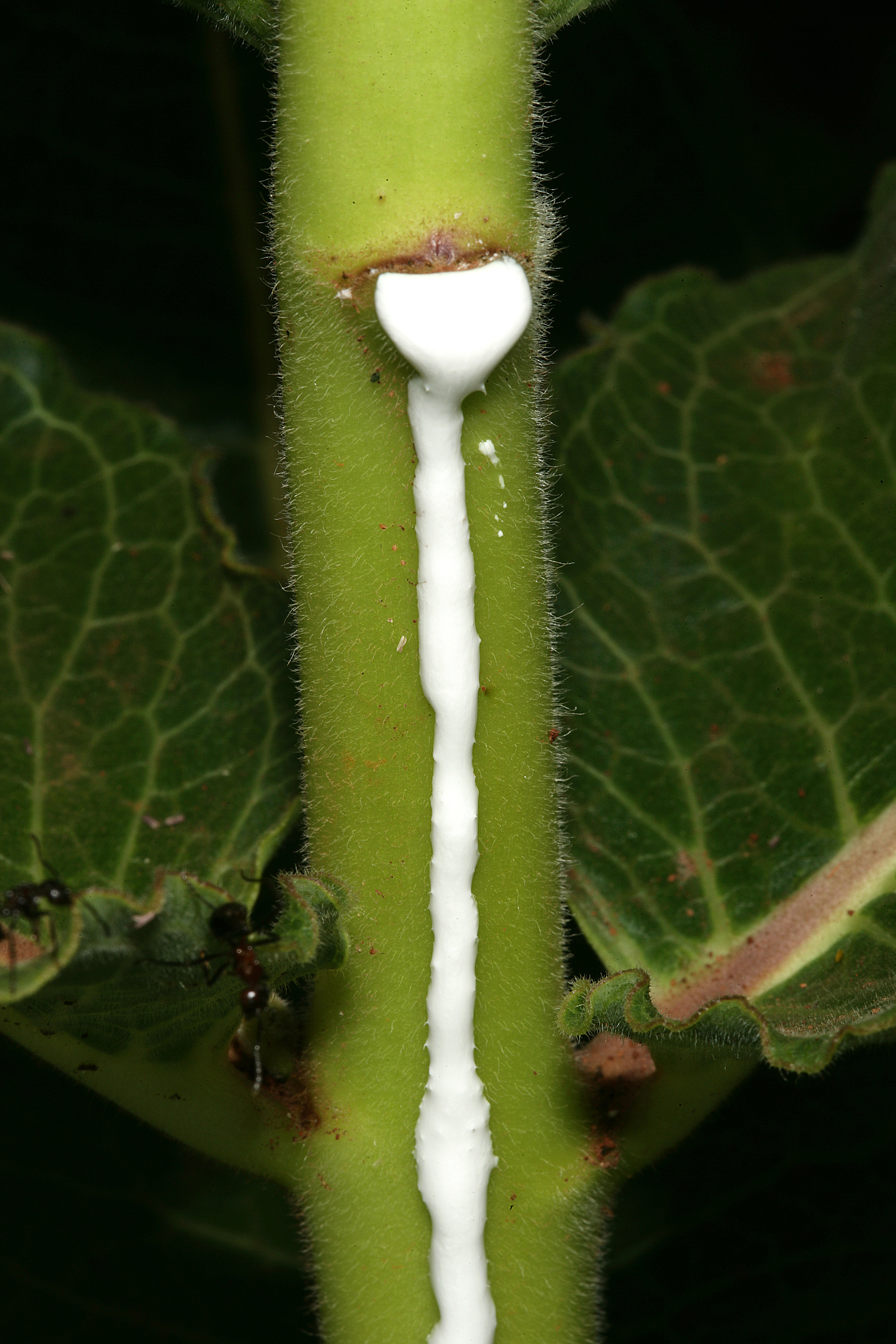
Austretender Milchsaft

Wurzel:
Außen umschließt ein Abschlussgewebe (Periderm) die Wurzel. Es besteht hauptsächlich aus meist zwei bis drei Lagen dünnwandiger Korkzellen. Das Rindenparenchym besteht aus rundlichen oder tangential gestreckten Zellen mit deutlich getüpfelten Wänden und gasgefüllten Hohlräumen (Interzellularen). Im Kambium liegen großlumige Tüpfelgefäße. Den gesamten Holzteil durchziehen Gefäßbündel. In allen Parenchymzellen der Wurzel sind Stärkekörner unterschiedlicher Form und Größe. Zudem enthält sie auffallend viele Hohlräume mit Calciumsalzkristallen (Calciumoxalatdrusen).

## Vorkommen und Kultivierung
Bis zur ersten Hälfte des vergangenen Jahrhunderts wurden die wildwachsenden Uzara-Pflanzen in Transvaal nördlich von Pretoria gesammelt. Ihre Wurzeln wurden getrocknet und nach Deutschland exportiert. Ab der zweiten Hälfte des 20. Jahrhunderts wurden Uzara-Kulturen angelegt. Im zweiten Jahr nach der Aussaat werden die fleischigen Wurzeln geerntet, in 2 bis 3 cm lange Stücke geschnitten und auf Drahthorden an der Luft getrocknet. 
Versuche, die Staude in Deutschland zu kultivieren, schlugen fehl. Die klimatischen Voraussetzungen dort sind unzureichend (zu hohe Niederschläge, Bodenfrostgefahr im Winter und zu wenig Sonneneinstrahlung im Jahr). 

## Verwendung als Heilpflanze

### Uzara-Medizin (Volksmedizin)
„Uzara-Medizin“ nennt das Volk der Xhosa das pflanzliche Heilmittel aus der Wurzel der Pflanze. Es hat in der südafrikanischen Volksmedizin seit mindestens 160 Jahren seinen Platz – bei Einheimischen und europäischen Zuwanderern. Afrikanische Heiler setzen es bei verschiedenen Beschwerden ein: zum Beispiel bei Verdauungsstörungen und Regelbeschwerden, aber auch bei Migräne und Erkältungen. Mit dem Milchsaft der Uzara-Pflanze behandeln sie auch eiternde Wunden.

### Medizinische Verwendung in Deutschland
In Deutschland wird aus der Uzara-Wurzel seit 1911 ein rein pflanzlicher Extrakt gewonnen, mit dem unter anderem akute Durchfallerkrankungen behandelt werden. Das bis 1971 Rudolf Braun gehörende Melsunger Unternehmen Uzara-Werke mit der Marke Uzara bezeichnete sein aus Steroidlactonglykosiden bestehendes Präparat Uzaron in Form eines alkoholischen und wässrigen Extrakts (Uzara) als Antidiarrhoicum und Antispasmodicum, bewarb aber auch weitere Uzaron-haltige Arzneimittel.

## Wirkung
Die Uzara-Wurzel enthält Cardenolid-Glykoside wie Uzarin und Xysmalorin, die sehr schnell wirken. Chemisch sind sie mit den Digitalis-Glykosiden verwandt. Man nimmt als Wirkungsmechanismus an, dass Uzara-Glykoside das vegetative Nervensystem beeinflussen. 
Uzara-Glykoside hemmen die Bewegungen der glattmuskeligen Organe, unter anderem die Peristaltik (Muskeltätigkeit) des Darms und des Harn- und Genitalbereichs. Sie wirken deshalb auch entkrampfend. So muss bei akutem Durchfall zum Beispiel nicht mehr so häufig die Toilette aufgesucht werden. Die hohe Stuhlgang-Frequenz wird normalisiert, ohne eine vorübergehende Lähmung des Darmes.  
Hierin unterscheidet sich die Wirkung der Uzara-Glykoside von der Wirkung anderer Präparate, etwa der von Opiaten. Letztere schalten die Darmfunktion vorübergehend komplett aus.  Der Darm kann sich deshalb nicht entleeren und somit auch nicht entgiften. Gifte wie die toxischen Ausscheidungen von Bakterien sind jedoch häufig die Ursache von Durchfall und sollten nicht im Darm verbleiben. 
Neben der beruhigenden und hemmenden Wirkung auf die Bewegung glattmuskeliger Organe vermindern die Uzara-Glykoside den Übertritt von Wasser und Elektrolyten ins Darmlumen und senken somit den Wasser- und Mineralverlust. 
Aktuelle klinische Studien zur Wirksamkeit liegen nicht vor.

## Nebenwirkungen
Uzara-Glykoside unterscheiden sich von Digitalis-Glykosiden in der Zucker-Verknüpfung und der räumlichen Konfiguration. Aus diesem Grund weisen Uzara-Glykoside in therapeutischer Dosierung keine Wirkung auf den Herzmuskel auf. Dennoch sollten digitalisierte Patienten wissen, dass bei unachtsamen Überdosierungen Wechselwirkungen auftreten können.
Uzara-Glykoside beeinflussen Labortests zur Bestimmung des Digitalis-Spiegels und können so falsch-hohe Konzentrationen von Digoxin und Digitoxin vortäuschen.